# Рисипены
Рисипены (также Рисипень; рум. Risipeni) — село в Фалештском районе Республики Молдова. Является административным центром коммуны Рисипены, включающей также село Бокша.

## География
Село расположено на высоте 102 метров над уровнем моря.

## Население
По данным переписи населения 2004 года, в селе Рисипень проживает 1125 человек (551 мужчина, 574 женщины).
Этнический состав села:
| Национальность | Число жителей | Процентный состав |
| -------------- | ------------- | ----------------- |
| молдаване      | 1110          | 98.67             |
| румыны         | 7             | 0.62              |
| украинцы       | 5             | 0.44              |
| русские        | 3             | 0.27              |
| Всего          | 1125          | 100%              |

## Известные уроженцы
- Майя Санду (род. 1972) — президент Республики Молдова, ранее министр образования и премьер-министр.